# Kapstadens internationella flygplats

Internationella flyg från Kapstaden

Kapstadens internationella flygplats (IATA: CPT, ICAO: FACT) (afrikaans: Kaapstad Internasionale Lughawe, engelska: Cape Town International Airport) är en internationell flygplats belägen 20 km från Kapstaden. Flygplatsen öppnades 1954 för att ersätta stadens tidigare flygplats belägen i förorten Wingfield. Flygplatsen har direktflyg till Sydafrikas två andra huvudstadsområden, Johannesburg och Durban och till flera internationella destinationer i Afrika, Europa, Asien och Sydamerika. Flyglinjen mellan Kapstaden och Johannesburg var världens nionde mest trafikerade flygrutt 2011 med uppskattningsvis 4,5 miljoner passagerare.

## Utbyggnad

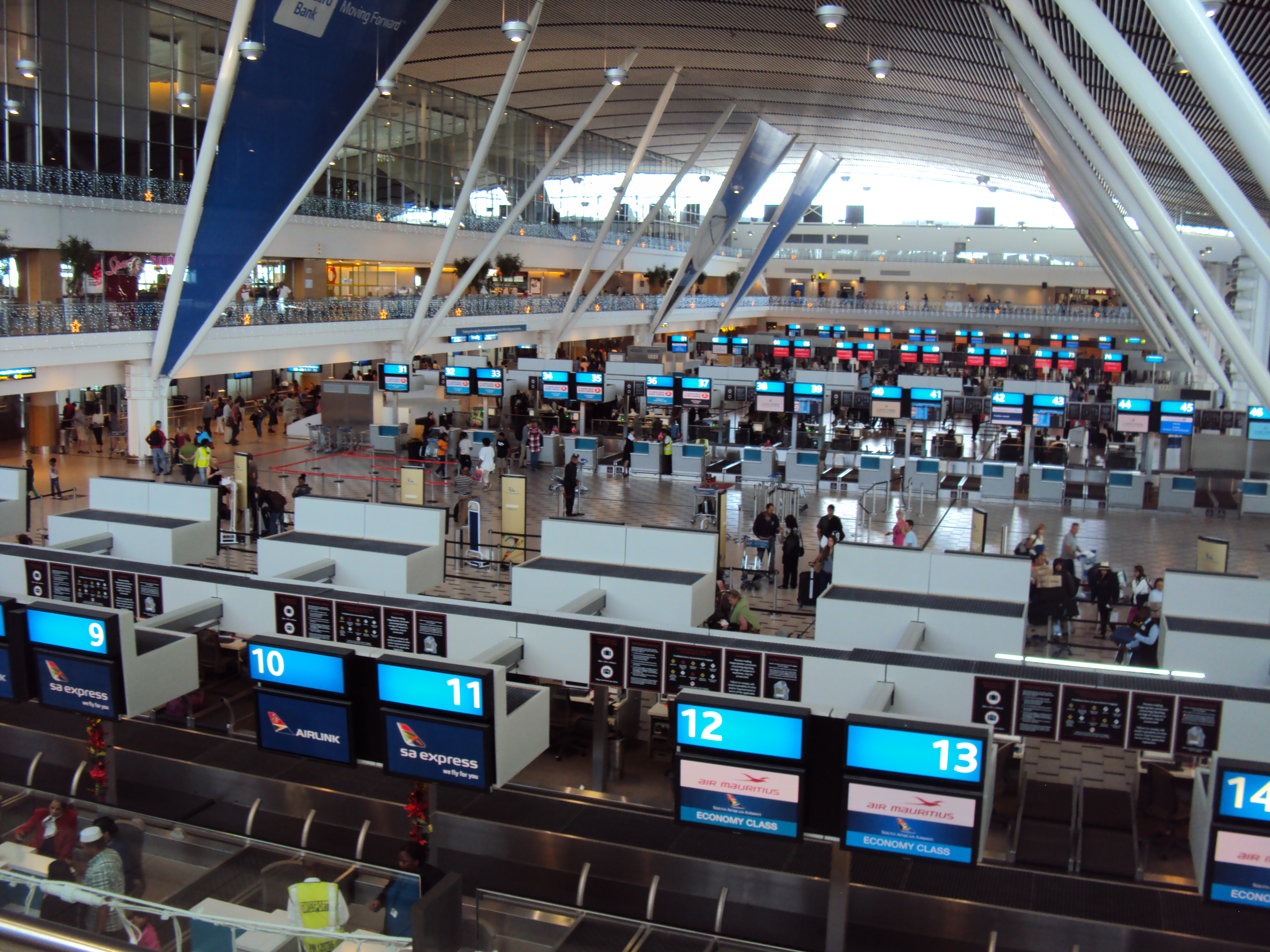
Hall för check-in

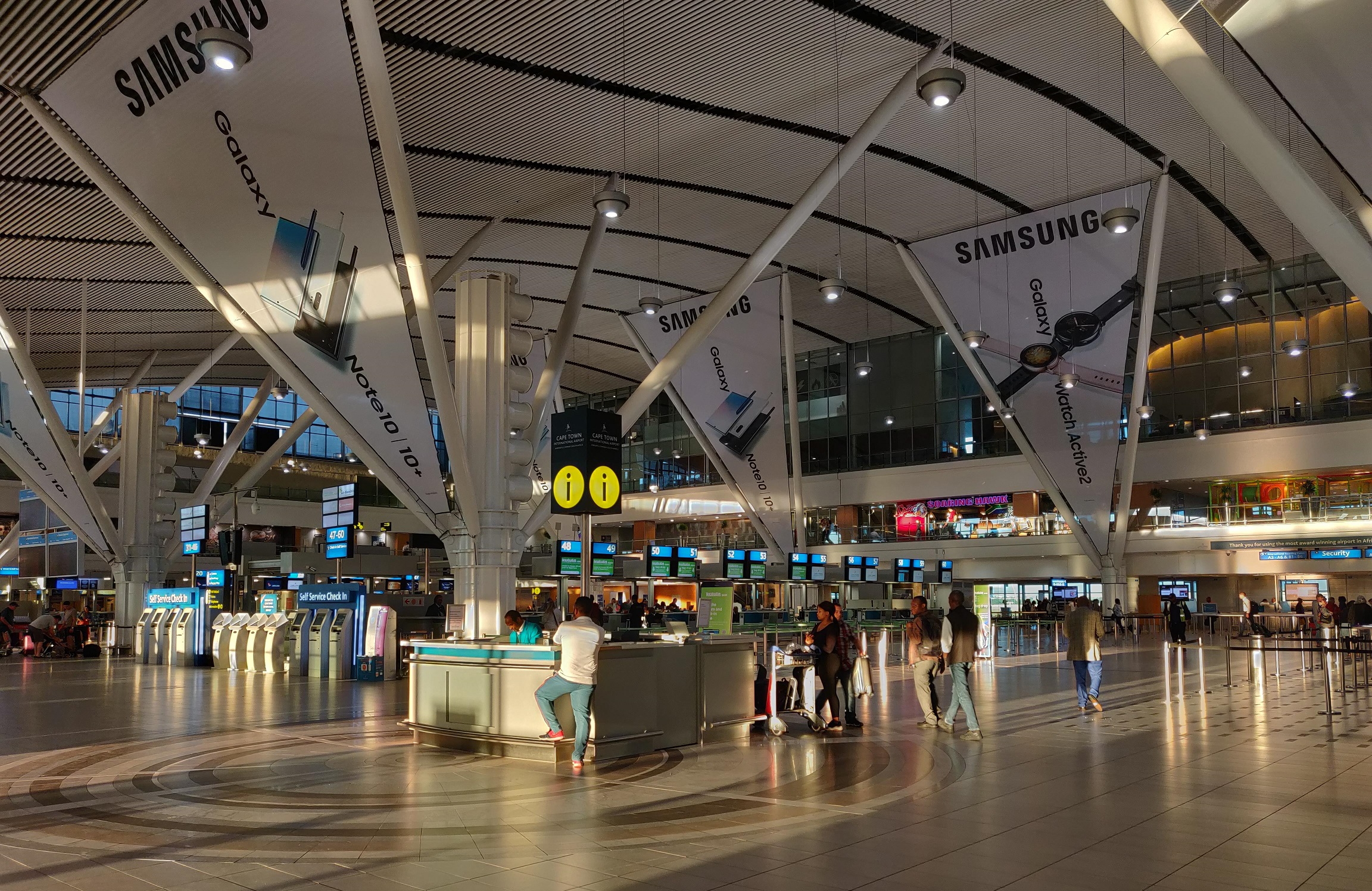
Område för lokala och internationella avgångar på övre våningen i centralterminalen.

Som förberedelse för fotbolls-VM 2010 ombyggdes och renoverades Kapstadens internationella flygplats i stor omfattning. Huvudfokus var utvecklingen av en central terminalbyggnad till en kostnad av 1,6 biljoner rand, som kopplade samman de tidigare separata inhemska och internationella terminalerna och gav ett gemensamt incheckningsområde. Centralterminalens avgångsnivå öppnade i november 2009, och hela byggnaden öppnade i april 2010.
Förutom det nu avslutade utbyggnadsprojektet 2010 hade det föreslagits att en andra bana för stora flygplan skulle byggas på flygplatsen, som skulle vara färdig 2015. Denna andra bana har dock inte byggts. I maj 2015 tillkännagav Airports Company South Africa en expansion på 7,7 biljoner rand för flygplatsen. Utbyggnaden innefattar uppgraderingar av inrikesterminaler och internationella terminaler. Expansionen har skjutits upp på obestämd tid på grund av minskningen av passagerarantalet på grund av den globala covid-19-pandemin från 2020.

## Terminaler
Flygplatsen har två terminaler sammanlänkade av en central terminal.

## Central terminal
Terminalbyggnaden har en planlösning med avgångar placerade på de övre våningarna och ankomster i de nedre våningarna; ett förhöjt vägsystem ger fordon tillgång till både avgångs- och ankomstnivåerna. Avgångshallen i den centrala terminalen öppnades i november 2009, och hela den centrala delen öppnades i april 2010. Den kopplade samman de tidigare separata inrikes- och utrikesterminalerna och gav ett gemensamt incheckningsområde. All incheckning sker i den centrala terminalen, där det finns 120 incheckningsdiskar och 20 självbetjäningsautomater. Passagerarna passerar sedan genom ett säkerhetskontrollområde innan de delar upp sig. Passagerare som flyger internationellt beger sig till den norra delen av flygplatsen som är den internationella terminalen, och passagerare som flyger till andra delar av Sydafrika beger sig till den södra delen av flygplatsen till inrikesterminalen.
Terminalen har 10 luftbryggor, jämnt fördelade mellan inhemsk och internationell användning. Delar av lägre nivåer av inrikes- och utrikesterminalerna används för att transportera passagerare med buss till och från mer avlägset parkerade flygplan.
Ankommande passagerare hämtar bagage i de gamla delarna av sina respektive terminaler, innan de fortsätter genom nya passager till den nya centrala terminalbyggnaden. Terminalen innehåller ett automatiserat bagagehanteringssystem, som kan klara av att hantera 30 000 väskor per timme.